# Ballots
Ballots ist eine französische Gemeinde mit 1.298 Einwohnern (Stand: 1. Januar 2022) im Département Mayenne in der Region Pays de la Loire. Die Gemeinde gehört zum Kanton Cossé-le-Vivien im Arrondissement Château-Gontier. Einwohner der Gemeinde werden Balloçais genannt.

## Geografie
Ballots liegt etwa 27 Kilometer südwestlich von Laval. Im Süden und Südwesten begrenzt der Fluss Usure mit seinem Zufluss Pelleterie die Gemeinde, im Nordosten durchquert die Mée das Gebiet. Umgeben wird Ballots von den Nachbargemeinden Laubrières im Norden, Méral im Norden und Nordosten, Livré-la-Touche im Osten, La Selle-Craonnaise im Süden, Saint-Michel-de-la-Roë im Westen und Südwesten, La Roë im Westen, Fontaine-Couverte im Westen und Nordwesten sowie Gastines im Nordwesten.

## Bevölkerungsentwicklung
| Einwohner                  | 1315 | 1242 | 1129 | 1092 | 1049 | 1036 | 1211 | 1298 |
| Quellen: Cassini und INSEE |      |      |      |      |      |      |      |      |

## Sehenswürdigkeiten

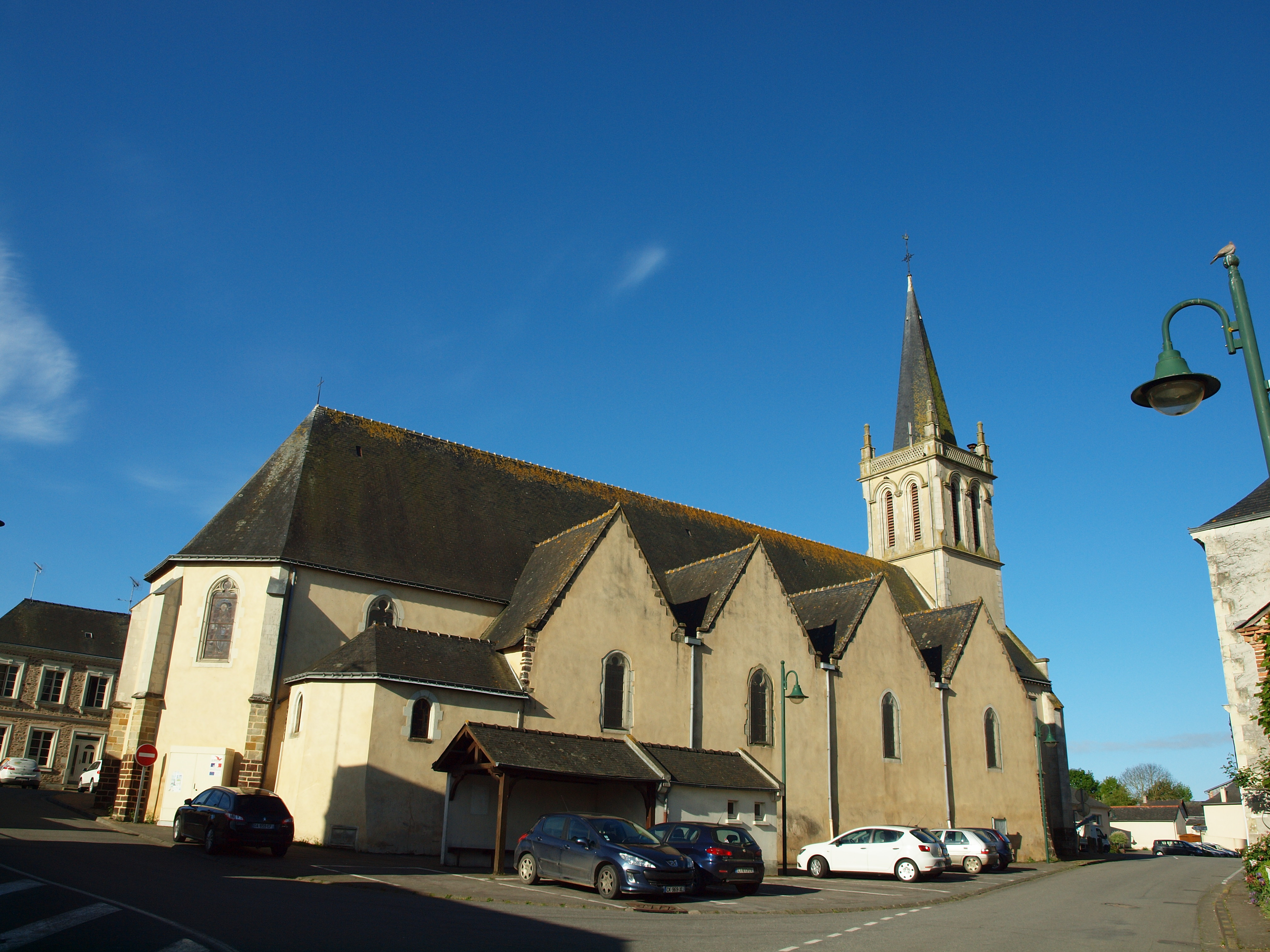
Kirche Saint-Martin

- Kirche Saint-Martin aus dem 19. Jahrhundert
- Priorat von Les Bonshommes